# Niels Andersen (Schauspieler)
Niels Vandrefalk Andersen (* 7. August 1942 in Dänemark) ist ein dänischer Schauspieler und Theaterregisseur.

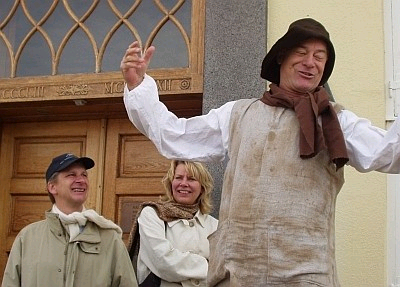
Niels Andersen, 2006.
Im Hintergrund Henrik Koefoed und Kirsten Olesen

## Leben
Nielsen hat sich in der dänischen Off-Theaterszene einen Namen gemacht, er ist auch unter dem Spitznamen Vandrefalk (Wanderfalke) bekannt. Er begann seine Ausbildung an der Schauspielschule des Königlichen Theaters (Det Kongelige Teaters Elevskole) und war anschließend einige Jahre am Theater engagiert. Mit dem Abschied aus der etablierten Theaterszene gründete er 1969 die Theatergruppe Banden, mit der er auf Tournee ging. Dank kommunaler Fördergelder konnte die Gruppe bis 1991 in ganz Dänemark auftreten. Nach der Einstellung der Finanzierung arbeitete die Gruppe bis 1993 weiter. Seitdem nahm er an unterschiedlichsten Theaterprojekten in unterschiedlichen Funktionen teil. 
1980 führte er Regie beim Stück Hans Egede im Theater Odense. Ebenso ist Nielsen für sein Engagement für das Kinder- und Jugendtheater bekannt.
Für die Periode 2011 bis Ende 2013 wirkt Andersen im Ausschuss für Bühnenkunst des Dänischen Kunstrates (Kunstrådets scenekunstudvalg), einer staatlichen Einrichtung zur Kulturförderung.
Nebenbei war er auch in einigen Filmrollen zu sehen, etwa in der schwedischen Produktion Hannah med H.

## Filmografie (Auswahl)
- 1978: Vejen til byen
- 2003: Hannah med H
- 2003: Stealing Rembrandt – Klauen für Anfänger (Rembrandt)
- 2005: Ambulance (Ambulancen)